# 坂静雄
坂 静雄（ばん しずお、1896年11月16日 - 1989年10月13日）は、日本の建築構造工学者、構造家。京都大学名誉教授。専門は鉄筋コンクリート工学。東京出身。

## 経歴
1921年東京帝国大学工科大学建築学科卒業。1922年4月京都帝国大学工学部助教授に就任。1928年工学博士。1933年教授に就任。1950年から神戸大学教授を兼任。1959年11月定年退官、名誉教授。
京大工学部の建築構造学講座を担当した。戦中や戦後すぐの時期には社寺建築や木造曲面屋根の研究報告を行っている。シェル構造の理論を広く国内に紹介した。また、建築分野で初めてプレストレストコンクリート技術の設計と施工の全領域を詳述した。
1960年別子建設（現：三井住友建設）技術研究所長。1964年財団法人日本建築総合試験所長、1974年理事長、1983年顧問。
第1回日本建築学会学術賞を受賞している。

## 受賞
- 1937年度 日本建築学会賞学術賞「弾性範囲における耐震壁の応力 変形及び剪断負担連層耐震壁の横力分担」
- 1968年 勲二等瑞宝章
- 1986年度 日本建築学会大賞「鉄筋コンクリート工学の体系化への貢献」
- プレストレストコンクリート (PC) 技術協会賞は、PC技術協会会長を務めた坂の基金により創設されたものである[13]。

## 設計
- 天理大学附属天理図書館 (1909)[14]
- 東京大学安田講堂 (1925) の設計協議員の一人である。
- 京都大学百周年時計台記念館（旧京都帝国大学本部本館）(1925) の設計・改修に関わる。
- 南淡町庁舎 (1957) - 国内初のプレストレストコンクリートを用いた骨組による建築物
- 京都大学坂記念館 (1960)

## 著書
- 「構想架構論」（文啓社書房、1926）
- 坂静雄『鉄筋コンクリート 平面と曲面の構造』工業図書、東京、1937年。
- 「高層架構論」
- 「鉄筋コンクリートの設計 1954」[15]
- 坂静雄『鉄筋コンクリート学教程』（改訂4版）産業図書、1952年。
- 坂静雄『鉄筋コンクリートの研究』産業図書、1954年。
- 坂静雄『コンクリートハンドブック』産業図書、1957年。
- 坂静雄『建築士コース―一級建築士受験講義』産業図書、1960年。
- 坂静雄、岡田清、六車煕『プレストレストコンクリート』朝倉書店、1961年。
- 近藤泰夫、坂静雄『コンクリート工学ハンドブック』朝倉書店、1965年。

## 役職
- 日本学術会議会員 (1949)
- 京都府建築審査会長 (1950)
- 学士院会員